# خيمة أمازيغية
الخيمة الأمازيغية، او تَخَامْتْ أو أخام (بالأمازيغية: ⵜⴰⵅⴰⵎⵜ) هي خيمة تقليدية استعملها الرحل وأنصاف الرحل الأمازيغ منذ القدم في تنقلاتهم بحثا عن الكلأ. تستخدم الخيمة اليوم بشكل واسع في شمال إفريقيا لأغراض سياحية، ومن أجل التعريف بالتراث الأمازيغي وتشجيع الاقتصاد التضامني والاجتماعي وإنعاش السياحة الجبلية 

## الوصف
الخيمة الأمازيغية عبارة عن قطعة سوداء واحدة مصنوعة من صوف الغنم وشعر الماعز، يتم نصبها بالأوتاد والعوارض الخشبية، وتجهزها بأفرشة تقليدية وكل مستلزمات الحياة الضورية، وترتب بشكل يسمح باستقبال الضيوف وإطعامهم. عند بعض القبائل الصحراوية، ينقسم  فضاء الخيمة الداخلي إلى فضاء للرجال وآخر للنساء. تتميز هذه الخيمة بالسهولة في البناء والتركيب.

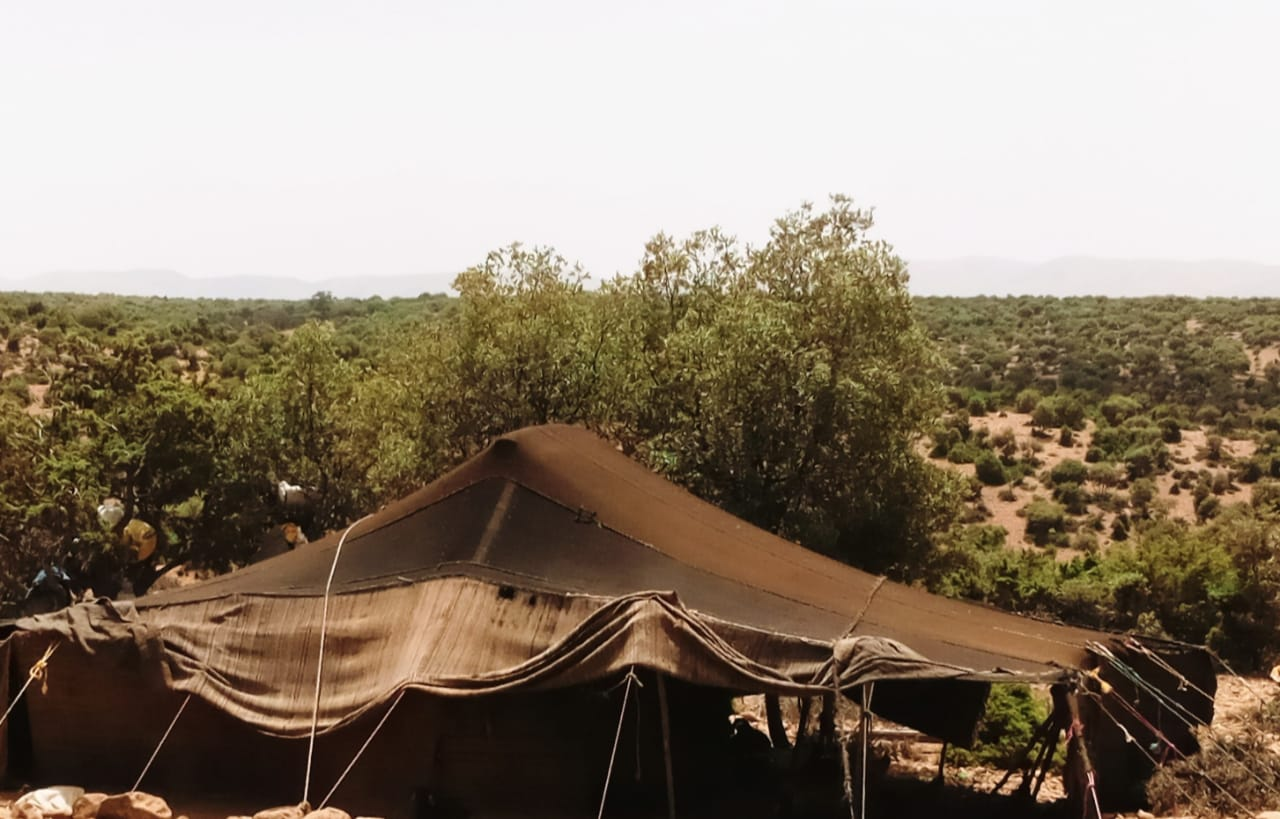
خيمة أمازيغية من إقليم بولمان بالمغرب